# Defenders Football Club
Maillots
Le Defenders Football Club, plus couramment abrégé en Defenders FC, est un club srilankais de football fondé en 1963 et basé dans la ville de Homagama.
Le club évolue actuellement dans le Championnat du Sri Lanka.

## Historique
- 2008 : Premier titre de champion du Sri Lanka
- 2009 : Première participation à la Coupe du président de l'AFC
- 2018 : Le club change de nomp et devient le Defenders FC.

## Bilan sportif

### Palmarès
| Compétitions nationales |
| --- |
| - Championnat du Sri Lanka (2) : - Champion : 2008 et 2018-19 - Vice-champion : 2010-11 et 2011-12. - Coupe du Sri Lanka (7) : - Vainqueur : 1961, 1968-69, 2011, 2013-14, 2015-16, 2016-17 et 2018 - Finaliste : 1981, 2009 et 2012 |

### Performances internationales
- Coupe du président de l'AFC :
  - 2 apparitions : 2009 et 2013.

## Entraîneurs du club
- Shanmugam Pathmanathan
- Dudley Steinwall